# Al Hadatha
 (avril 2022).
Al Hadatha (arabe: مجلة الحداثة), est un magazine trimestriel culturel universitaire à comité de lecture publié à Beyrouth, au Liban, depuis 1994 sur la base d'une licence du ministère de l'Information,. Depuis son premier numéro, la revue s'attache à publier des recherches académiques après qu'elles ont été soumises à un comité scientifique spécialisé,,,.